# Ansignan
Ansignan település Franciaországban, Pyrénées-Orientales megyében. Lakosainak száma 168 fő (2022. január 1.). Ansignan Saint-Arnac, Caramany, Trilla, Felluns és Saint-Martin-de-Fenouillet községekkel határos.

## Földrajz

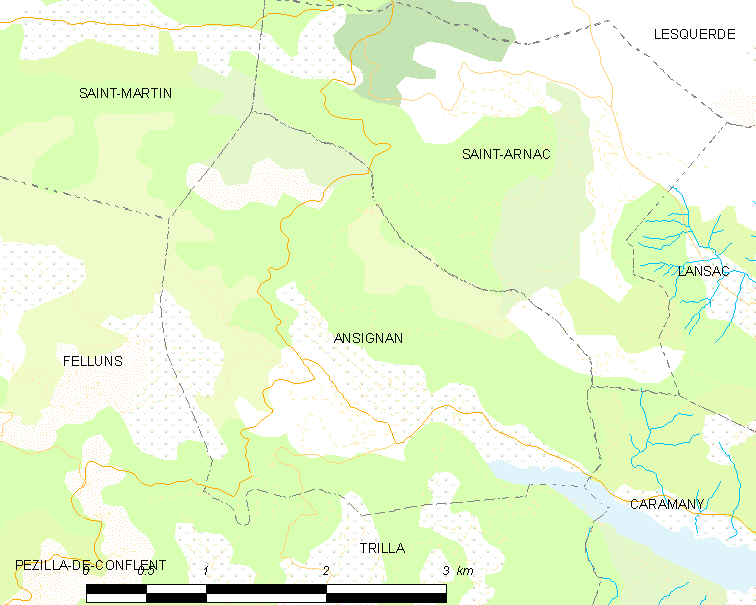
Ansignan térkép

## Népesség

Népesség 1962-2008

A település népességének változása: